# Перфилово (Смоленская область)
Перфи́лово — деревня в Смоленском районе Смоленской области России. Входит в состав Корохоткинского сельского поселения. Население — 17 жителей (2007 год).
Расположена в западной части области в 12 км к северо-востоку от Смоленска, в 2 км южнее автодороги М1 «Беларусь», на берегу реки Дряжна. В 13 км южнее деревни расположена железнодорожная станция Волчейка на линии Москва — Минск.

## История
В годы Великой Отечественной войны деревня была оккупирована гитлеровскими войсками в июле 1941 года, освобождена в сентябре 1943 года.